# Dudley Pound
Sir Alfred Dudley Pickman Rogers Pound GCB OM GCVO (Ventnor, 29 de agosto de 1877 – Londres, 21 de outubro de 1943) foi um oficial da Marinha Real Britânica. Ele serviu durante a Primeira Guerra Mundial como um dos comandantes da Frota aliada durante a batalha da Jutlândia. Ele foi apontado como Primeiro Lorde do Mar, o comandante da Marinha Real Britânica, nos primeiros quatro anos da Segunda Guerra Mundial. Apesar do seu papel na derrota das esquadras de U-boats alemães e na vitória da batalha do Atlântico, ele foi criticado por deixar os navios de guerra alemães Scharnhorst e Gneisenau escaparem pelo Canal da Mancha em fevereiro de 1942 e também por ordenar que o Comboio PQ 17 do Ártico fosse dispersado em julho de 1942. Ele morreu logo após renunciar seu posto, depois de sofrer dois derrames.